# 泰埃加拉帕哈德
泰埃加拉帕哈德（Teegalapahad），是印度安得拉邦Adilabad县的一个城镇。总人口33070（2001年）。

## 人口
该地2001年总人口33070人，其中男性17007人，女性16063人；0—6岁人口3636人，其中男1858人，女1778人；识字率63.66%，其中男性为71.48%，女性为55.39%。